# Societat limitada (novel·la)
Societat limitada és una novel·la de Ferran Torrent i Llorca, publicada l'any 2002.

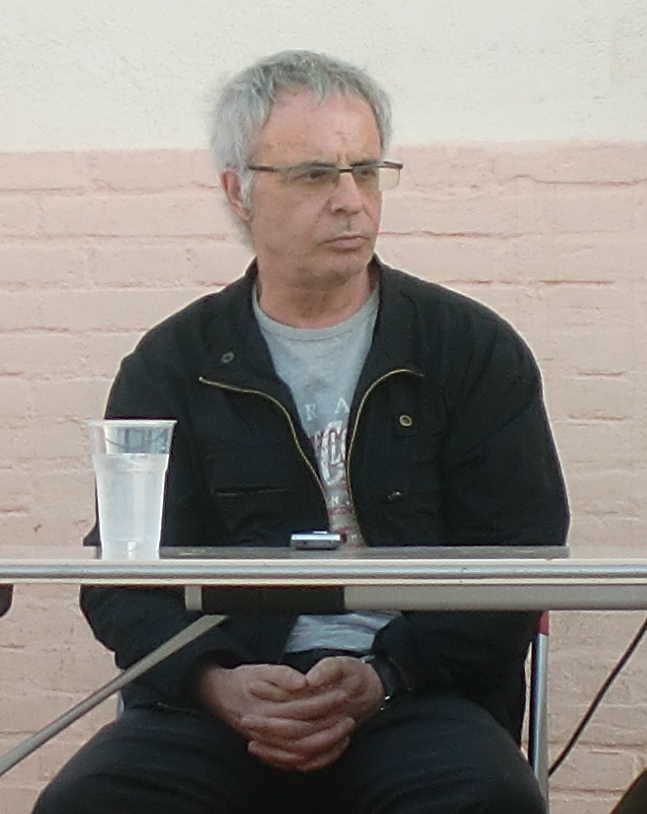
Ferran Torrent

En aquesta obra, Torrent ofereix un retrat minuciós i realista dels diferents estrats polítics i socials valencians, posant al descobert els mecanismes amagats darrere el finançament dels partits polítics, la dramàtica realitat de les joves immigrants, les estratègies ocultes dels poderosos per mantenir-se en el poder, l’especulació desenfrenada de les grans constructores, la devastació constant del medi ambient i, en última instància, un univers despietat. Encara que escrita una gran precisió local, la novel·la permet una lectura amb una perspectiva plenament universal.
Va ser versionada al castellà i reconeguda amb guardons com el Premi de la Crítica Catalana, el Crítica Serra d’Or, el Joan Crexells i el de l’IIFV a la millor novel·la editada l’any 2002.